# Joep van de Rande
Joep van de Rande (Schaijk, 3 februari 1997) is een Nederlands voetballer die als verdediger voor FC Oss speelde.

## Carrière
Joep van de Rande speelde in de jeugd van DAW, waar hij vertrok om in de jeugd van RKC Waalwijk te spelen. Na een seizoen werd de jeugdopleiding van RKC samengevoegd met die van Willem II. In 2014 ging de RJO Willem II/RKC weer uit elkaar, en koos Van de Rande voor de jeugd van Willem II. In 2017 vertrok hij naar FC Oss, waar hij in het betaald voetbal debuteerde. Dit was op 25 augustus 2017, in de met 1-0 gewonnen thuiswedstrijd tegen FC Volendam. Van de Rande kwam in de 90+4e minuut in het veld voor Fatih Kamaçi. Ook speelde hij nog mee in de 2-0 verloren wedstrijd tegen Almere City voor de KNVB Beker. In 2018 vertrok hij naar SV OSS '20.

### Statistieken
| Seizoen                        | Club           | Land           | Competitie     | Competitie | Competitie | Beker | Beker | Totaal | Totaal |
| Seizoen                        | Club           | Land           | Competitie     | Wed.       | Dlp.       | Wed.  | Dlp.  | Wed.   | Dlp.   |
| ------------------------------ | -------------- | -------------- | -------------- | ---------- | ---------- | ----- | ----- | ------ | ------ |
| 2017/18                        | FC Oss         | Nederland      | Eerste divisie | 1          | 0          | 1     | 0     | 2      | 0      |
| Carrièretotaal                 | Carrièretotaal | Carrièretotaal | Carrièretotaal | 1          | 0          | 1     | 0     | 2      | 0      |
| Bijgewerkt op 26 februari 2019 |                |                |                |            |            |       |       |        |        |